# Raportul dintre subiect și predicat
În sintaxă există mai multe viziuni despre raportul dintre subiect și predicat din punct de vedere ierarhic.
În unele gramatici școlare tradiționale, subiectul și predicatul sunt tratate ca cele două părți de propoziție principale. Printre acestea sunt unele în care sunt luate în seamă două raporturi sintactice, coordonarea și subordonarea, se precizează că predicatul se acordă cu subiectul, dar nu se tratează statutul lor ierarhic unul față de celălalt.
Pentru altă gramatică tradițională, care admite de asemenea numai existența coordonării și a subordonării, Avram 1997, raportul dintre aceste părți de propoziție „este încadrat la subordonare datorită acordului, care arată că predicatul se orientează după subiect ca un determinant după determinatul lui; acest raport are însă particularități care fac să se vorbească de un raport de inerență sau de interdependență, ca un raport diferit atât de subordonare, cât și de coordonare”.
Alte gramatici tradiționale, precum Balogh 1971, Grevisse și Goosse 2007 sau Kálmánné Bors și A. Jászó 2007, care consideră de asemenea subiectul și predicatul părțile principale ale propoziției, adoptă ideea de raport de inerență, de interdependență, sau predicativ dintre ele.
Unele gramatici școlare îmbină viziuni tradiționale cu unele mai noi. Printre acestea, unele acceptă parțial ideea raportului de interdependență, iar altele o resping complet și afirmă că subiectul este subordonat predicatului, adoptând această viziune din gramatici structuraliste, cum este Tesnière 1959.

## Argumente în favoarea raportului de interdependență
Calificarea raportului dintre subiect și predicat ca unul specific, nici de coordonare, nici de subordonare, ci de interdependență, pornește de la imposibilitatea definirii satisfăcătoare a subiectului și a predicatului luate separat. Definițiile lor nu pot fi decât circulare, a subiectului prin raporturile sale cu predicatul și a predicatului prin raporturile sale cu subiectul. Se consideră că de fapt relația dintre ele este de solidaritate reciprocă.
Interdependența dintre subiect și predicat este în primul rând logică. Luând ca exemplu o propoziție ca hu  A lány olvas „Fata citește”, se constată că cele două părți de propoziție își limitează reciproc sfera semantică ca termeni într-o relație binară. Pe de o parte, mulți sunt cei care pot citi, dar precizând subiectul, se limitează la o anumită sferă posibilitățile largi ale predicatului. Pe de altă parte, despre fată se pot de asemenea afirma multe lucruri, dar în această propoziție se alege, dintre multe posibilități, aceea că citește. Prin urmare, din punct de vedere logic, există reciprocitate între cele două părți de propoziție.
Există reciprocitate și din punct de vedere structural. În general, cele două părți de propoziție poartă morfeme diferite, specifice părților de vorbire respective, dar se caracterizează prin unele categorii gramaticale comune, în primul rând prin număr și persoană, în unele limbi, în anumite cazuri și în gen, referindu-se astfel unul la celălalt. Aceste categorii îi sunt impuse predicatului de către subiect, prin acord, iar predicatul îi impune subiectului, prin recțiune, o anumită formă, de exemplu, în limbile cu declinare, un anumit caz gramatical, acesta fiind în mod specific nominativul.
Subiectul și predicatul nu au niciun regent, dimpotrivă, celelalte părți de propoziție le sunt toate subordonate direct sau indirect. Există cazuri de absență a unuia sau a celuilalt, dar în propoziția analizabilă sunt totdeauna indicate de un anumit factor.
Pentru subiect, acest factor poate fi morfologic, constituit de desinența verbului, inclusiv dacă nu este efectivă, ci zero, subiectul fiind inclus în aceasta: ro  Știu prea bine ce vrei să-mi spui; fr  Dormez en paix „Dormiți liniștiți”; hu  Olvasol „Citești”; hr  Odlazim „Plec”.
Factorul poate fi și semantic, pentru ambii constituenți, când aceștia se subînțeleg din contextul verbal (ro  – Cine a venit? – Mama, hr  Luki o svemu tome ni riječi „Lui Luka nicio vorbă despre toate astea”), sau din cel situațional: hu  Vizet! „Apă!” (= „Eu cer apă”), fr  Pardon (= „Eu îți cer iertare”).

## Argumente în favoarea subordonării
O gramatică maghiară în esență tradițională, Lengyel 2000, acceptă parțial ideea interdependenței, limitând-o la aspectul logic al raportului și afirmând că din punct de vedere gramatical, subiectul este subordonat predicatului. Această opinie se bazează, printre altele, pe faptul că nu este totdeauna necesar ca subiectul să fie exprimat printr-un cuvânt aparte, și pe acela că numai predicatul poate constitui o propoziție analizabilă efectiv fără subiect, cum o fac verbele care exprimă unele fenomene naturale: ro  E cald, fr  Il pleut „Plouă”, hu  Pirkad „Se crapă de ziuă”.
O gramatică structuralistă precum cea a lingvistului francez Lucien Tesnière se ocupă numai de aspectul gramatical al raportului. Pentru acesta, verbul predicat este singura bază a propoziției și comportă o serie de constituenți ai acesteia numiți actanți. Aceștia denumesc animate sau inanimate care participă la ceea ce exprimă verbul și depind de acesta prin restricții de formă. Actanți sunt subiectul și complementele de obiect (cel direct și cel indirect de atribuire) ale predicatului. Astfel, subiectul este pus pe același plan cu aceste complemente, fiind deci inclus în sfera determinanților verbali, adică subordonat predicatului. În funcție de sensul său, acesta are o anumită valență, putând fi avalent (fără niciun actant), monovalent (numai cu subiect), bivalent (cu subiect și un obiect) sau trivalent (cu subiect și cu cele două complemente de obiect).

Tesnière reprezintă grafic raporturile sintactice prin arbori, pe care îi numește stemma. De exemplu, cu arborele propoziției fr  Alfred parle lentement „Alfred vorbește încet”, ilustrează viziunea conform căreia subiectul și predicatul au același statut ierarhic, pe care o combate. Cu arborele propoziției la  Filius amat patrem „Fiul îl iubește pe tată” arată viziunea sa despre subiect și complement ca ambele fiind subordonate predicatului pe același nivel.
Această viziune se regăsește în gramatici descriptive netradiționale actuale. De exemplu, și pentru É. Kiss 2006, subiectul este un determinant al verbului, împreună cu complementul direct și cu complementele care denumesc persoane și lucruri. La acestea adaugă complementele ce denumesc locuri și noțiuni de timp, care participă toate la ceea ce exprimă verbul. Exclude dintre acestea complementele care nu denumesc, de exemplu pe cel circumstanțial de mod.
Unele gramatici școlare actuale adoptă de asemenea această viziune, chiar dacă pe de altă parte continuă viziuni tradiționale. Pentru Bescherelle 3 1990, de exemplu, verbul este nucleul propoziției, în jurul căruia se articulează ceilalți constituenți ai acesteia. În Barić 1997, ideea apare cu formularea că predicatul „deschide loc” tuturor complementelor sale și subiectului, fiind „cuvântul din propoziție care își deschide loc lui însuși”.